# Сахтышское
Сахты́шское — болото в России, в центральной части Тейковского района Ивановской области, на южном склоне Волго-Клязьминского водораздела, в 5 км к юго-западу от города Тейково. Представляет собой остатки озера ледникового происхождения Сахтыш, площадью около 4х2 км, осушённого в советское время мелиоративными каналами для добычи торфа. Высота над уровнем моря — 121,6 м. Площадь торфяника составляет примерно 12х4 км. Средняя глубина — 1,5 м. На юге из болота вытекает река Койка, левый приток Нерли.
Имеются участки открытой воды общей площадью более 5 км², в этих водоёмах обитают карась, щука, окунь, плотва, ёрш.
Название Сахтыш имеет финно-угорские корни, от слова «сахта» — торфяное болото.
Код водного объекта в Государственном водном реестре — 09010300813099000000070.

## История и археология
В 1930 году экспедиция под руководством В. И. Смирнова открыла в районе болота стоянку древнего человека. В дальнейшем, с 1962 по 1999 годы там же были открыты ещё 14 поселений, относящихся к эпохам мезолита, неолита и бронзового века. Среди уникальных находок — маска служителя культа предков (середина III тысячелетия до нашей эры) и календарный сосуд второй половины 3-го тыс. до н. э. Представители волосовской культуры начали хоронить своих умерших на Сахтыш IIa после 3700 лет до н. э. (калиброванная дата). Кладбище Сахтыш IIa использовалось без перерывов нескольких столетий в середине 4-го тысячелетия до н. э. (3650—3400 гг. до н. э.). Волосовская деятельность на Сахтыше II и IIa прекратилась до или в начале 3-го тысячелетия до нашей эры. Стоянки Сахтыш I и Сахтыш VIII относятся к льяловской культуре. В могильнике Сахтыш-IIа обнаружено 72 захоронения эпохи неолита-энеолита, относящихся к льяловской и волосовской культурам. В могилах льяловской культуры присутствовали малочисленные костяные орудия. На стоянке Сахтыш IIА под слоем ранней верхневолжской культуры выявлен культурный слой IIIа финального мезолита (радиоуглеродная дата 7530±60 — 7390±40 л. н.), изделия из которого можно отнести к финальному этапу бутовской культуры. Культурный слой IIIб (радиоуглеродная дата 8060±50 л. н.) по костяному инвентарю можно отнести к позднему этапу бутовской культуры.
В XVI веке на болоте был построен Петропавловский мужской монастырь, разграбленный разбойникам атамана Болотникова, после чего монастырь так и не был восстановлен.